# Hermandad de Makuta
En el universo ficticio de Bionicle de LEGO, la Hermandad de Makuta está compuesta por varios seres de gran poder con el título de Makuta. La Hermandad aún no aparece por completo en la historia de Bionicle; sin embargo, se han mostrado algunos tenientes y varios sirvientes. La Hermandad de Makuta era originalmente una fuerza del bien en el universo, pero por sed de poder, envidia al Gran Espíritu y ansias de dominio sobre los Matoran, se volvió corrupta y malévola.

## Historia
- Sabiendo de las leyendas de un posible Toa de la Luz y de la amenaza que representaría (ya que los Makuta son criaturas de sombras), robaron la Máscara de la Luz (Kanohi Avohkii) a sus fabricantes. Sin embargo, la máscara fue recuperada por los Toa Hagah trescientos años antes del Cataclismo, y reclamada recientemente por su portador destinado, Takanuva.

- Comandan ejércitos que incluyen Visorak, Rahkshi, Rahi controlados mediante máscaras infectadas, y Bohrok.

- La Hermandad también ha intentado obtener una de las máscaras Kanohi más peligrosas: la Máscara del Tiempo, Kanohi Vahi. Actualmente no se están tomando acciones para recuperar la Máscara del Tiempo, puesto que su actual poseedor, Turaga Vakama, prefiere destruir la realidad tal y como existe junto con la máscara a verla en manos de la Hermandad.

La Hermandad ha sido debilitada considerablemente en los últimos mil años. Debido a las acciones tomadas en el Gran Cataclismo, se encuentra demasiado ocupada reparando los daños del terremoto que remeció el mundo para ocuparse de los Cazadores Oscuros, que han declarado la guerra a la Hermandad luego de que su líder absorbiera a dos cazadores (Nidhiki y Krekka) en un desesperado intento por recuperar energías perdidas, y los Toa, que han aprovechado cada oportunidad de atacar para presionar a la Hermandad. Sin embargo, el plan maestro de la Hermandad ya concluyeron; puesto que los Matoran de Metru Nui escaparon e hicieron contacto con un equipo de Toa eventualmente permitieron que el Gran espíritu despertara (en realidad Makuta Teridax que reemplazó la mente del Gran Espíritu para apoderarse de su cuerpo).
Es desconocido si este plan tomó en consideración la existencia de la Orden de Mata Nui. Aparte de la propia Hermandad, sólo Zaktan conocía este plan.

## Miembros actuales
Teridax: El líder de la hermandad. Su región asignada era Metru Nui, era el más experimentado y poderoso de la hermandad. Él fue el responsable de todas las desgracias mayores en BIONICLE. Fue asesinado mientras que controlaba el cuerpo de Mata Nui.
Icarax: Usaba la Kanohi Kraahkan, Máscara de la Oscuridad, y pronto estuvo en Karda Nui ayudando a sus camaradas.
Vamprah: Uno de los Makuta Phantoka en Karda Nui. Usaba la Kanohi Avsa, Máscara del Hambre. Era el cazador de los Makuta en Karda Nui, y como tal, no le gusta hacer ruidos innecesarios, por lo cual nunca hablaba.
Antroz: Líder de las fuerzas de la Hermandad en Karda Nui. Usaba la Kanohi Jutlin, Máscara de la Corrupción, la cual le permitía corroer objetos. Su estilo no era diseñar grandes planes para aplastar a sus enemigos, sino destrozarlos con sus manos. Al contrario que muchos miembros, tenía un gran sentido del honor.
Chirox: Compañero de Vamprah y Antroz en el grupo de los Makuta Phantoka. Usaba la Kanohi Shelek, Máscara del Silencio. Era uno de los mejores científicos de la Hermandad. Sus creaciones tendían a ser viciosas y destructivas. Al contrario que Antroz, Chirox estaba dispuesto a jugar sucio sin ningún problema.
Mutran: Usaba la Kanohi Shelek, Máscara del Silencio. Mutran fue responsable de la creación de las Sanguijuelas Sombrías, y también del aspecto de los Av-Matoran que fueron mutados.
Gorast: Ella era la única Makuta hembra, ya que las demás murieron varios años atrás. Usaba la Kanohi Felnas, Máscara del Disturbio, que descontrolaba una habilidad del enemigo temporalmente. Gorast confiaba en Teridax completamente y era muy violenta. Ella era una de los Makuta Mistika. Como todos los Makuta Mistika, fue mutada y perdió muchos de sus poderes. También necessitaba respirar aire y abosorbar luz de otras criaturas para seguir viva.
Krika: Usaba la Kanohi Crast, Máscara de la Repulsión. Era líder de los Makuta Mistika.
Bitil: Usaba la Kanohi Mohtrek, la Máscara de la Duplicación. Era uno de los Makuta Mistika.

## Ex- miembros
Miserix: Miserix era el líder de la hermandad hasta que Teridax lo desterró, encerrándolo en la base de un volcán. Él fue liberado años después por un equipo liderado por Brutaka. Actualmente es el último de los Makuta, ya que los demás murieron o fueron asesinados durante el reino de Teridax.
Spiriah: Spiriah era el Makuta de Zakaz. Fue responsable de los poderes antinaturales de la raza de los Piraka, los Skakdi. Fue asesinado por Miserix.
Kojol: Era el Makuta de Artakha. Él fue asesinado por robar la Máscara de la Luz.
Tridax: Era el Makuta de Nynnrah. Él creó las Cápsulas Tridax para que los demás Makuta los use para convertir a los Matoran de Sombras. Creó un Ejército de Takanuva alternos, les drenó la luz con Sanguijuelas de Sombras. Fue asesinado por Tobduk.

## Matoran de las sombras
Son Av-Matoran que fueron mutados por las Sanguijuelas sombrías de los Makuta. Los efectos pueden ser revertidos, aunque la manera es usar un ataque sónico para romper el escudo sónico que no permite que la luz regrese a él, por lo que solo un De-matoran o un Klakk, un rahi que habitab en karda Nui.
Vican': Este Matoran sombrío es una excepción, ya que fue un Le-Matoran y no un Av-Matoran. Es el asistente de Mutran, y cree que si hace bien su trabajo, el Makuta le volverá su aspecto original. Volvió a la normalidad
Radiak: Este Matoran fue una vez un gran luchador a favor de los Av-Matoran, pero ahora esta del lado de los Makuta. Antroz escogió a este Matoran para que actuará como sus ojos. volvió a la normalidad
Gavla: Es la líder de los Matoran sombríos. Ella fue la primera Av-Matoran en ser transformada, y el odio que tiene por los Matoran de la luz es el mismo que tenía antes de ser transformada. Fue escogida por Vamprah para actuar como sus ojos. volvió a la normalidad
Kirop: Anterior líder de los Av-Matoran, Kirop esta ahora del lado de los Makuta. Esta furioso con Gavla, ya que cree que el puesto de líder le corresponde a él. Chirox lo escogió para que actuará como sus ojos. volvió a la normalidad

## Sirvientes
Los siguientes seres no son miembros de la Hermandad, pero sirven a ellos. 
Morbuzakh: Una planta que fue creada por Makuta para conducir a los Matoran de Metru Nui al centro de la ciudad. Mientras que sus zarcillos se extendieron a través de la ciudad, la raíz principal hizo su hogar en el Gran Horno de Ta-Metru, pues la Morbuzakh odia el frío y se alimenta de calor. Además de tener zarcillos capaces de destrozar edificios, la raíz principal podía lanzar espinas y semillas que crecían rápidamente y comunicarse telepáticamente. Fue destruida por los Toa Metru, usando los grandes discos Kanoka. 
Rahkshi: Todos los miembros de la Hermandad pueden crear Kraata a partir de sus esencias, que se pueden transformar en una armadura Rahkshi al exponerse a la protodermis energizada. 
Ahkmou: Originalmente un Po-Matoran escultor hasta que supo sobre el Gran Disco de Po-Metru, el cual se transformó en ayudante de los Cazadores Oscuros Nidhiki y Krekka, y más adelante (durante el tiempo que los Matoran estaban dormidos), se volvió el siervo de Makuta, luego de que éste lo rescatara del fondo del mar, ya que su contenedor había caído al mar sin que lo notaran los Toa Metru, que trataban de rescatar a los Matoran de Metru Nui y llevarlos a la isla de la superficie. Entre sus crímenes se cuentan el tratar de estafar a los Matoran vendiendo "sapos Ghekula de la suerte" y envenenar a la aldea de Po-Koro con balones de Koli envenenados. 
Visorak: Los Visorak son la principal fuerza de ataque de la Hermandad, comandado por su rey Sidorak y su reina, Roodaka; los dos también asignaron brevemente a Vakama Hordika como el comandante de las hordas. Después de que Sidorak muriese a manos de Keetongu, Roodaka ascendió a la posición de reina de los Visorak (hasta que Vakama dio órdenes a las hordas para disolverse). Como Roodaka traicionó a su rey, los Visorak estaba perfectamente dispuestos a abandonar a la traidora. Eventualmente, Roodaka murió a manos de los Toa Hordika.

Makuta previamente había ofrecido a Toa Vakama una posición en la Hermandad por su logro al forjar la Máscara del Tiempo, pero Vakama lo rechazó firmemente. 
También, el líder de los Cazadores Oscuros, Makuta, sospecha que la lealtad del Cazador de apodo “Desvanecedor” está con la Hermandad, aunque no tiene suficientes pruebas para verificarlo.

## Traidores y Rebeldes
Hay también un número de seres que están conectados con la Hermandad, que por alguna razón u otra la han desafiado.

Cazadores Oscuros: Los Cazadores Oscuros solían tener una relación cercana con la Hermandad, pero cuando Makuta mató a dos Cazadores para aumentar su propia energía hace mil años, comenzó una guerra entre los dos grupos que continúa hasta el día de hoy. 
Falsos Bohrok: La Hermandad intentó crear Bohrok que siguieran sus órdenes luego de fracasar en el intento de usar los verdaderos, pero los ingenieros Matoran que los construían descubrieron las intenciones de la Hermandad y los sabotearon para volverlos salvajes. Los Toa Hagah destruyeron a éstos Bohrok y la Hermandad ejecutó a los Matoran en secreto. Las falsificaciones se nombran como “Faux-rok” o “Fohrok”. 
Karzahni: Makuta intentó crear a una criatura vegetal, pero el primer intento era demasiado poderoso y ambicioso, así que creó a Morbuzakh en su lugar. El prototipo, al que Makuta llamó Karzahni en honor al lugar al que se decía iban los Matoran que trabajaban mal, buscaba venganza en su creador. Sin embargo, al ser similar a un árbol, no podía moverse, por lo que usó a los Toa Metru para que le consiguieran protodermis energizada, que lo haría más poderoso. Lo que él no sabía era que aquello que no estaba destinado a transformarse era destruido por ésta sustancia, lo que resultó ser su muerte. Sólo sobrevivieron dos semillas: una, al exponerse al agua de mar, creció con las memorias del anterior Karzahni. Luego de revelar cierta información a Vakama, fue nuevamente destruido, esta vez por Makuta, quien lo encerró en una prisión de sombras, cortándole toda la luz y el calor. La otra se perdió 
Pridak: Pridak gobernó una vez una tierra pequeña en nombre de la Fraternidad, pero los traicionó al convertirse en uno de los Barraki que conducían la Liga de los Seis Reinos. Fueron los Barraki los primeros en intentar derrocar a Mata Nui, y que inspiró a Makuta a intentar hacer lo mismo.
Toa Hagah: Toa de élite que sirvieron como guardias personales del Makuta antes de su corrupción. Cuando descubrieron las verdaderas intenciones de la Hermandad, se rebelaron. Consiguieron derrotar a Makuta (De ahí su debilidad y falta de energía al disfrazarse de Dume cuando intentó controlar Metru Nui), luego robaron las piedras Makoki y la Máscara de la Luz de una fortaleza de la Hermandad antes de ser transformados en Rahaga por los hélices Rhotuka de Roodaka. Recientemente han vuelto a su estado de Toa.
- Datos: Q5895137